# Miloš Zeman
Miloš Zeman tjeckiskt uttal: [ˈmɪloʃ ˈzɛman]
 ( lyssna), född 28 september 1944 i Kolín, är en tjeckisk politiker. Han var Tjeckiens president 2013–2023, partiledare för socialdemokraterna 1993–2001 och Tjeckiens premiärminister 1998–2002.
Som ekonomistudent gick Zeman in i Tjeckoslovakiens kommunistparti under Pragvåren 1968, men uteslöts snart efter att ha protesterat mot den sovjetiska inmarschen och ”normaliseringen”. I samband med sammetsrevolutionen 1989 stödde han den antikommunistiska rörelsen Medborgarforum. Han valdes in i det federala parlamentet 1990 och var talman i dess underhus, deputeradekammaren 1996–1998. Under hans ledning formades socialdemokraterna till landets ledande parti och 1998–2002 stod han i spetsen för en minoritetsregering.
På grund av oenighet inom socialdemokraterna misslyckades Zeman med att bli vald till president 2003 och istället valdes Václav Klaus. Efter detta blev Zeman allt mer kritisk till det socialdemokratiska partiet och 2007 lämnade han partiet efter en konflikt med dåvarande partiledaren Jiří Paroubek. År 2009 grundande han partiet Strana Práv Občanů – Zemanovci (Partiet för medborgerliga rättigheter) som dock inte erhöll några mandat i valet 2010.
2013 blev han landets president i dess första direkta presidentval, då han i andra omgången besegrade Karel Schwarzenberg. Han omvaldes 2018 för ytterligare fem år.